# Schneewittchen

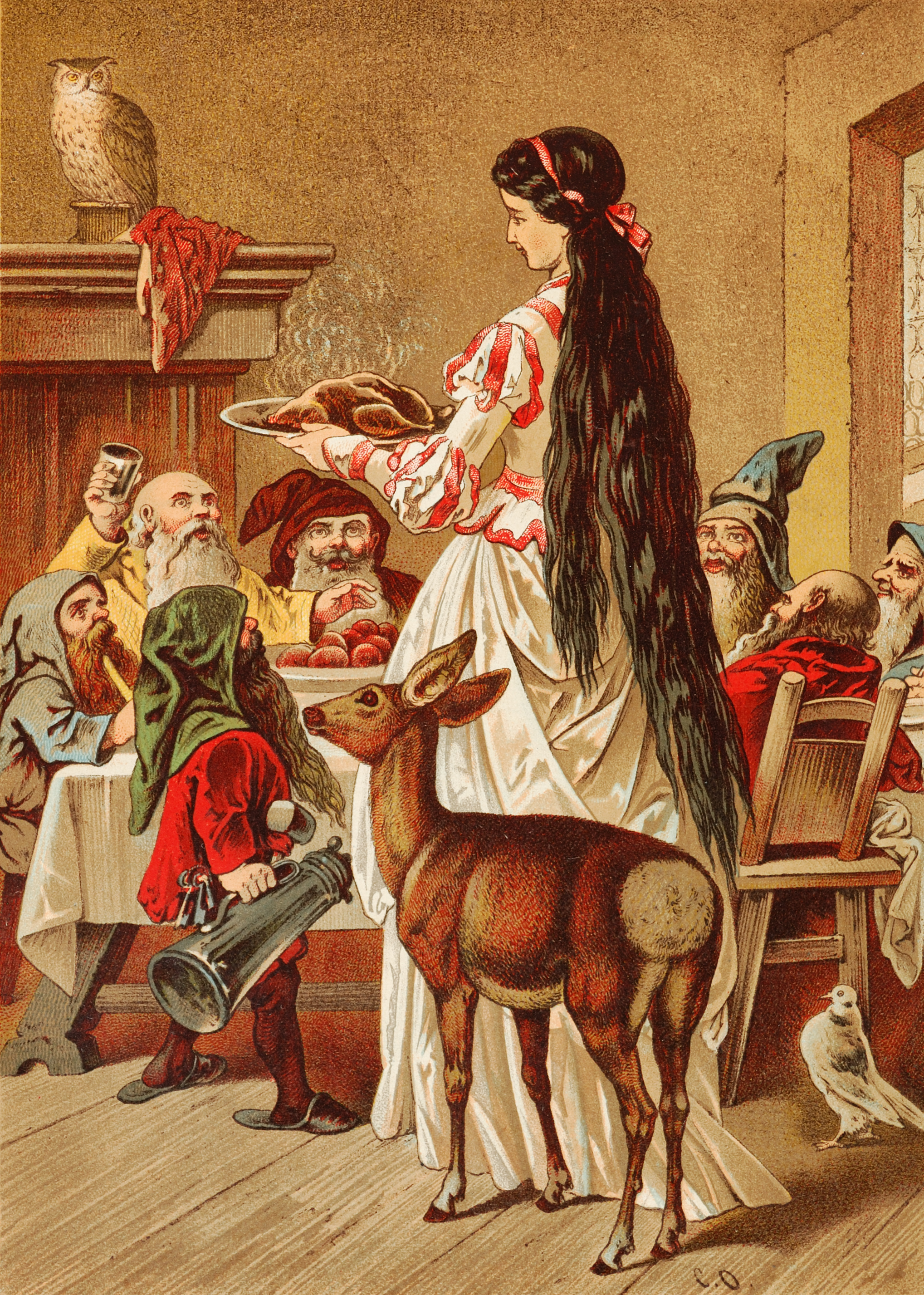
Schneewittchen und die sieben Zwerge, Illustration von Carl Offterdinger (Ende 19. Jh.)

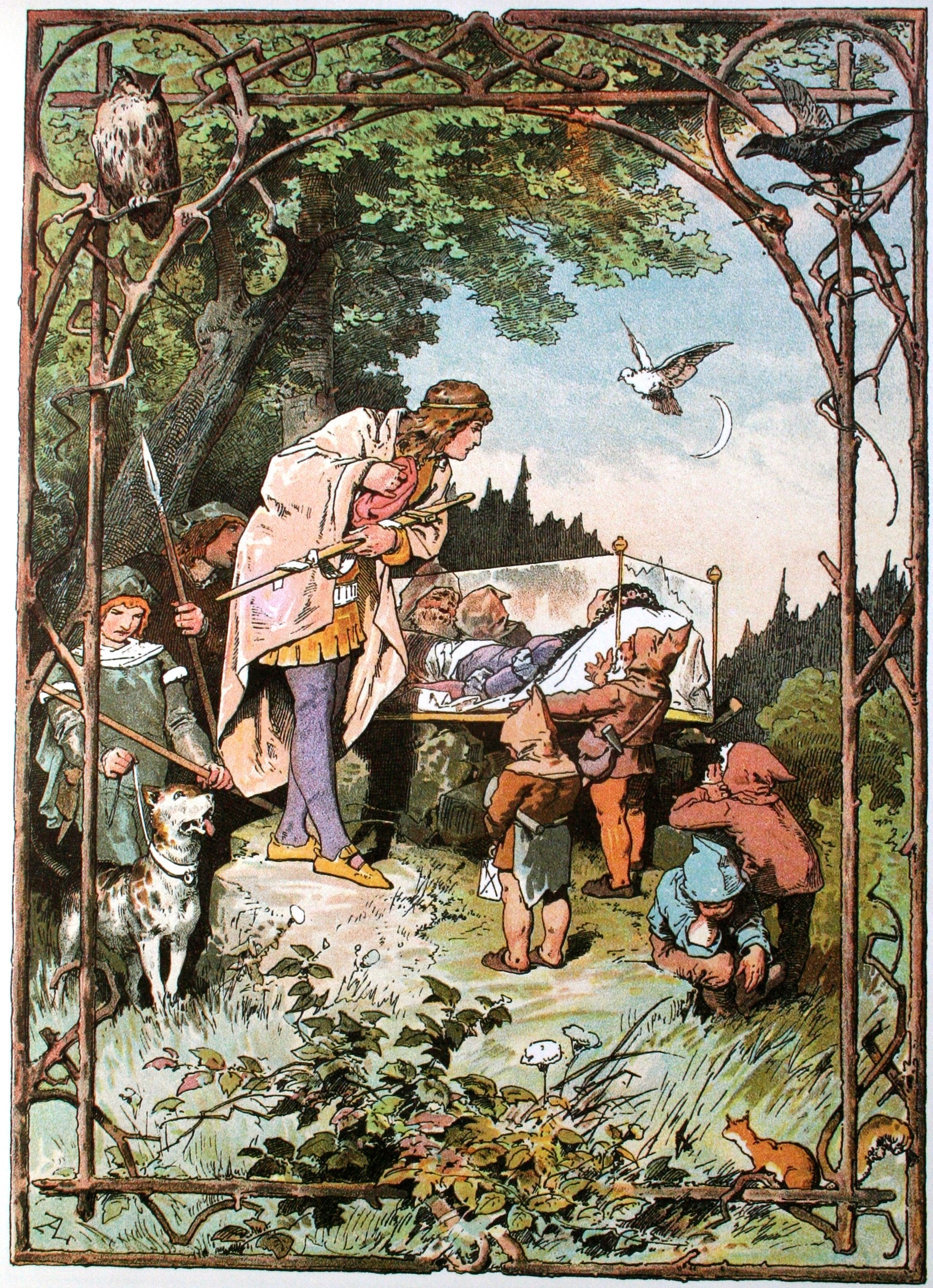
Der Prinz an Schneewittchens Glassarg, Illustration von Alexander Zick (1886)

Schneewittchen ist ein deutsches Märchen (ATU 709). Das Schneewittchen-Märchen steht in Kinder- und Hausmärchen der Brüder Grimm an Stelle 53 und heißt dort Sneewittchen, in der Erstausgabe von 1812 war noch die Übersetzung ins Hochdeutsche Schneeweißchen angegeben (niederdeutsch Snee „Schnee“, witt „weiß“), was dann wohl wegen der Gleichheit zu Schneeweißchen und Rosenrot geändert wurde. Ludwig Bechstein übernahm es in sein Deutsches Märchenbuch als Nr. 51 Schneeweißchen (1845 Nr. 60). Landläufig hat sich als Titel Schneewittchen durchgesetzt.

## Inhalt
Der Text folgt nicht der Ausgabe letzter Hand der Brüder Grimm von 1857 (siebte Auflage der Kinder- und Hausmärchen).

### Die böse Königin beneidet das schöne Schneewittchen

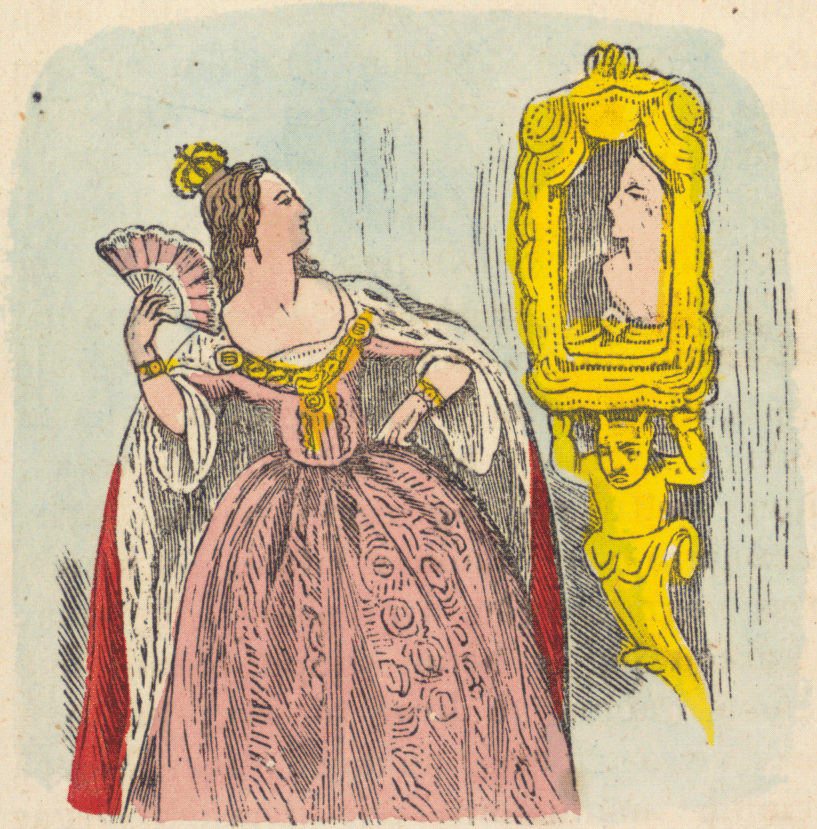
Die Königin vor dem sprechenden Spiegel: »Spieglein, Spieglein an der Wand, / Wer ist die Schönste im ganzen Land?«
Illustration, wahrscheinlich von Theodor Hosemann (1852)

An einem Wintertag sitzt eine Königin am Fenster, das einen schwarzen Rahmen aus Ebenholz hat, und näht. Versehentlich sticht sie sich mit der Nähnadel in den Finger. Als sie drei Blutstropfen in den Schnee fallen sieht, denkt sie: „Hätt’ ich ein Kind, so weiß wie Schnee, so rot wie Blut und so schwarz wie das Holz an dem Rahmen!“ Ihr Wunsch erfüllt sich, und sie bekommt eine Tochter, die Schneewittchen genannt wird, weil sie weiß wie Schnee, rot wie Blut und Schwarz wie Ebenholz war. Und wie das Kind geboren war, starb die Königin.
Während in der Ausgabe von 1812 noch die Königin und Mutter die böse Figur im Märchen ist, ist in der Ausgabe von 1857 die neue Gemahlin des Königs als Stiefmutter die böse Figur im Märchen. Diese ist sehr schön und ebenso eitel. Sie kann es nicht ertragen, an Schönheit übertroffen zu werden. Als Schneewittchen sieben Jahre alt ist, nennt der sprechende und allwissende Spiegel der Königin Schneewittchen und nicht sie als die Schönste im ganzen Land. Von Neid geplagt, beauftragt die Stiefmutter einen Jäger, das Kind im Wald umzubringen und ihr zum Beweis dessen Lunge und Leber zu bringen. Doch der Mann lässt das flehende Mädchen laufen und bringt der Königin Lunge und Leber eines Frischlings, die diese im Glauben, es seien Schneewittchens, kochen lässt und verspeist. Dies ist die Version von 1857.
In der Version von 1812 steht: Und bald darauf bekam sie ein Töchterlein, so weiß wie der Schnee, so roth wie das Blut, und so schwarz wie Ebenholz, und darum ward es das Sneewittchen genannt. Die Königin war die schönste im ganzen Land, und gar stolz auf ihre Schönheit. Sie hatte auch einen Spiegel, vor den trat sie alle Morgen und fragte: „Spieglein, Spieglein an der Wand: wer ist die schönste Frau in dem ganzen Land?“ da sprach das Spieglein allzeit: „Ihr, Frau Königin, seyd die schönste Frau im Land.“ Und da wußte sie gewiß, daß niemand schöner auf der Welt war. Sneewittchen aber wuchs heran, und als es sieben Jahr alt war, war es so schön, daß es selbst die Königin an Schönheit übertraf, und als diese ihren Spiegel fragte: „Spieglein, Spieglein an der Wand: wer ist die schönste Frau in dem ganzen Land?“ sagte der Spiegel: „Frau Königin, Ihr seyd die schönste hier, aber Sneewittchen ist noch tausendmal schöner als Ihr!“ Wie die Königin den Spiegel so sprechen hörte, ward sie blaß vor Neid, und von Stund an haßte sie das Sneewittchen, und wenn sie es ansah, und gedacht, daß durch seine Schuld sie nicht mehr die schönste auf der Welt sey, kehrte sich ihr das Herz herum. Da ließ ihr der Neid keine Ruhe, und sie rief einen Jäger und sagte zu ihm: „führ das Sneewittchen hinaus in den Wald an einen weiten abgelegenen Ort, da stichs todt, und zum Wahrzeichen bring mir seine Lunge und seine Leber mit, die will ich mit Salz kochen und essen.“
In der Version von 1812 wollte die Mutter ihr Kind umbringen lassen.

### Schneewittchen und die sieben Zwerge
Schneewittchen flüchtet in den Wald. Es kommt zu einem Häuschen, in dem ein Tisch für sieben Personen gedeckt ist, und nimmt sich von jedem Platz ein wenig zu essen und zu trinken. Dann probiert es die Betten aus, bis es ein passendes gefunden hat, und schläft ein. Als es dunkel ist, kommen die Hausbewohner, sieben Zwerge, die in den Bergen nach Erz gegraben haben, heim. Sie bemerken erstaunt, dass jemand ihre Sachen angerührt hat. Im Bett des siebten Zwerges finden sie das schlafende Kind und sind hingerissen von dessen Schönheit. Am nächsten Morgen erklärt Schneewittchen ihnen seine Lage, und es darf im Haus wohnen bleiben, wenn es die Hausarbeiten verrichtet. Schneewittchen willigt ein und ist nun tagsüber immer alleine, weswegen die Zwerge das Mädchen vor der Stiefmutter warnen und es ermahnen, niemanden hereinzulassen.

### Die Königin vergiftet Schneewittchen

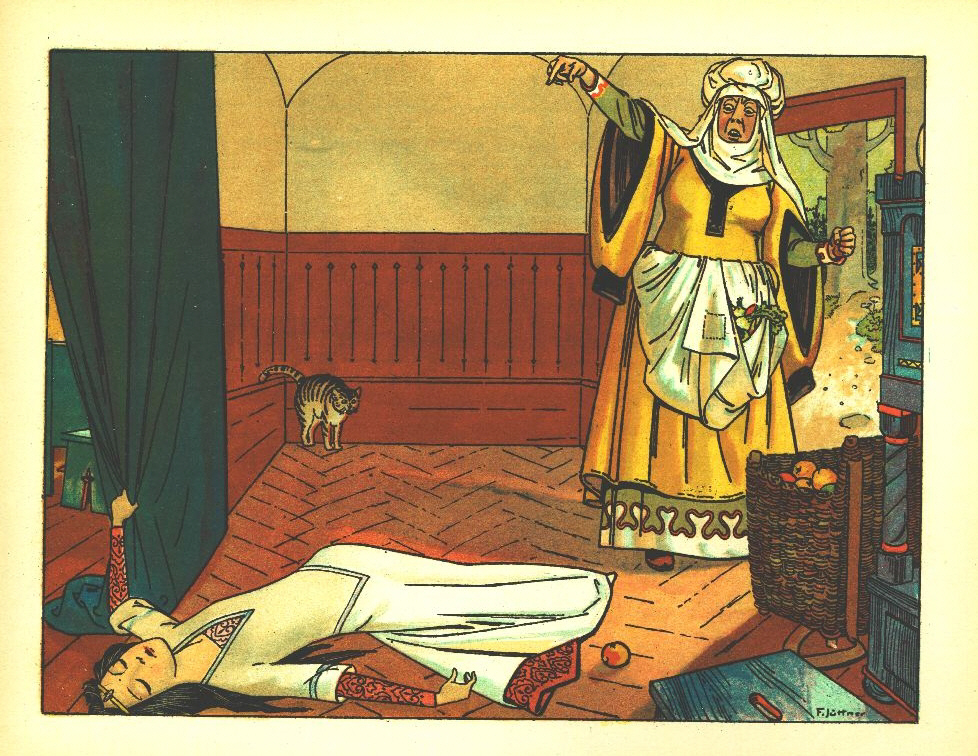
Die Königin und Schneewittchen nach dessen Biss in den giftigen Apfel, Illustration von Franz Albert Jüttner (1905)

Währenddessen befragt die böse Königin ihren Spiegel ein weiteres Mal nach der schönsten Frau im Königreich. Er verrät ihr, dass Schneewittchen noch am Leben ist und sich hinter den sieben Bergen im Haus der sieben Zwerge versteckt.
Dreimal verkleidet sich nun die Königin als Händlerin und bietet dem Mädchen unerkannt Waren an, mittels derer sie ihm das Leben nehmen will: Einen Schnürriemen zurrt sie so eng, dass Schneewittchen zu ersticken droht, einen Haarkamm und schließlich die rote Hälfte eines Apfels präpariert sie mit Gift. Jedes Mal lässt sich Schneewittchen täuschen und von den schönen Dingen betören, sodass es sie annimmt und wie tot hinfällt. Die ersten beiden Male können die Zwerge Schneewittchen ins Leben zurückholen, indem sie Riemen und Kamm entfernen. Beim dritten Mal finden sie die Ursache nicht und halten das Mädchen für tot.
Weil es so schön ist, legen sie es in einen gläsernen, mit Schneewittchens Namen und Titel beschrifteten Sarg, in dem es aussieht, als schliefe es nur. Sie stellen den Sarg auf einen Berg, wo auch die Tiere des Waldes das Mädchen betrauern und es immer von einem der Zwerge bewacht wird. Die böse Königin erhält von ihrem Spiegel die Auskunft, dass nun sie „die Schönste“ sei.

### Schneewittchens Erlösung und der Tod der Königin
Schneewittchen liegt sehr lange Zeit in dem Sarg und bleibt schön wie eh und je. Eines Tages reitet ein Königssohn vorüber und verliebt sich in die scheinbar tote Prinzessin. Er bittet die Zwerge, ihm den Sarg mit der schönen Königstochter zu überlassen, da er nicht mehr ohne ihren Anblick leben könne. Aus Mitleid geben die Zwerge ihm schweren Herzens Schneewittchen. Doch als der Sarg auf sein Schloss getragen wird, stolpert einer der Diener, und der Sarg fällt zu Boden. Durch den Aufprall rutscht das giftige Apfelstück aus Schneewittchens Hals. Sie erwacht, und der Prinz und Schneewittchen halten Hochzeit, zu der auch die böse Königin eingeladen wird. Voller Neugier, wer denn die junge Königin sei, von deren Schönheit ihr der Spiegel berichtet hat, erscheint sie, erkennt Schneewittchen und muss zur Strafe für ihre Taten in rotglühenden Eisenpantoffeln so lange tanzen, bis sie tot zusammenbricht.

## Motive und Deutungshorizonte

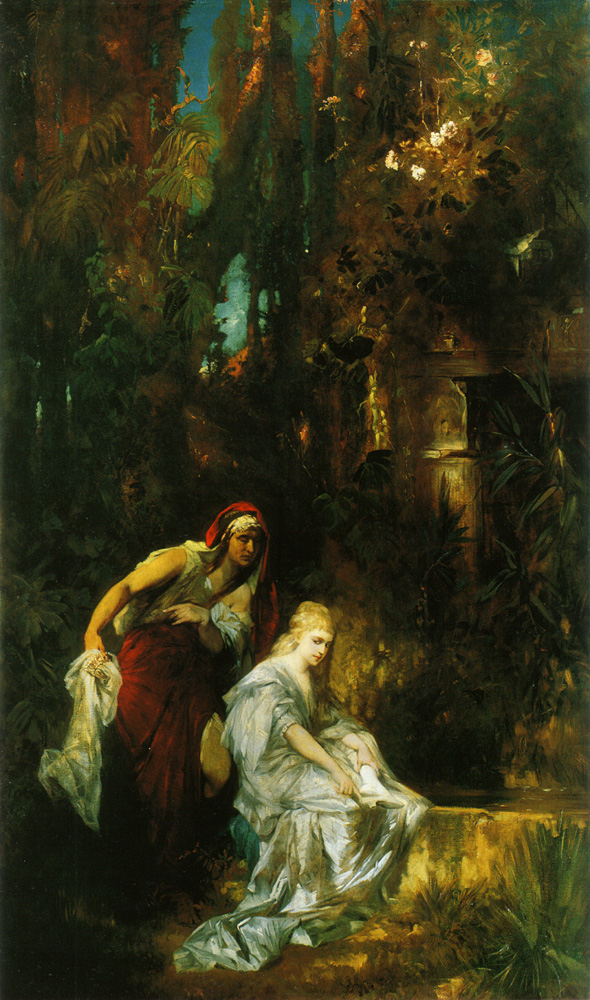
Schneewittchen erhält den Giftkamm (1872). Ölgemälde von Hans Makart

Schneewittchen ist eine Kulturikone. In dem Märchen verbinden sich Gehalte verschiedenster Erkenntnisse und Wahrnehmungen. So gibt es in Schneewittchen Aspekte der Psychologie, der Soziologie, der Geschichte, der christlichen Theologie, der griechischen Mythologie, der Kosmologie und der Symbolik. In dieser Verdichtung kultureller Zugangsformen ist Schneewittchen Inspirationsquelle für Malerei, Musik, Skulptur, Film, Literatur und Popkultur.
Zentrale Symbole und Motive von Schneewittchen sind der vergiftete Apfel, die Zahl Sieben, die Zwerge, der Spiegel, Gürtel und Kamm, die kontrastierenden Farben Schwarz, Rot und Weiß, das Blut und der Winter.
Das Motiv des todesähnlichen Schlafes findet sich auch im Grimmschen Dornröschen.

### Sieben
Die magische Märchenzahl Sieben, die in Schneewittchen den Zwergen und den Bergen zugeordnet ist, verbindet dieses Märchen auch mit weiteren Märchen der Brüder Grimm: Die sieben Raben und Der Wolf und die sieben jungen Geißlein. Die Überlegung, dass die Siebenzahl der Zwerge auf eine Zeitordnung hindeutet, wurde z. B. in der Benennung der Zwerge mit Wochentagsnamen filmisch und theoretisch dargestellt. Dieser zeitmetaphorischen Bedeutung der Zahl Sieben folgend werden sieben Zwerge und sieben Berge zu etwas Raum- und Zeitübergreifendem. Dieses weiterführend könnten die sieben Begleiter Schneewittchens aber auch ein bildlicher Hinweis auf die Vorstellungen antiker Sternenkunde sein: Der Mond in Begleitung der (damals bekannten) Sonne, Erde und fünf Planeten auf der Ekliptik. Die Metaphorik der sieben Zwerge kann darüber hinaus auf die antike Vorstellung der Koinzidenz von Sternordnung und Zeitordnung hinweisen, also der Koinzidenz der sieben Himmelskörper und der sieben Wochentage: Schneewittchen und die sieben Zwerge würden damit zu einem verschlüsselten Bild für die Erde, die von den sieben wochentagnamensgebenden Himmelskörpern Sonne, Mond, Mars, Merkur, Jupiter, Venus und Saturn begleitet wird.

### Blutstropfen
Blutstropfen im Schnee neben einem Rahmen aus Ebenholz sind in dem Märchen das Ausgangsbild für die besondere Schönheit Schneewittchens. Die Dreizahl der Tropfen wurde von den Brüdern Grimm als eine Variante unter anderen gewählt. Das Bild der drei Blutstropfen auf weißem Untergrund verbindet Schneewittchen mit dem Grimm-Märchen Die Gänsemagd: Hier sind drei Blutstropfen in einem Taschentuch neben dem Pferd Fallada das einzige Unterpfand für Leben und Achtung der Prinzessin. In dem Grimm-Märchen Der Liebste Roland haben drei Blutstropfen der feindlichen Hexentochter eine bannende und rettende Wirkung. Die Dreizahl der Blutstropfen in Schneewittchen korrespondiert auch mit den drei bedrohlichen Besuchen der Stiefmutter, bei denen sie in Form todbringender Geschenke die drei Attribute der Venus überreicht.

### Weitere Deutungsversuche

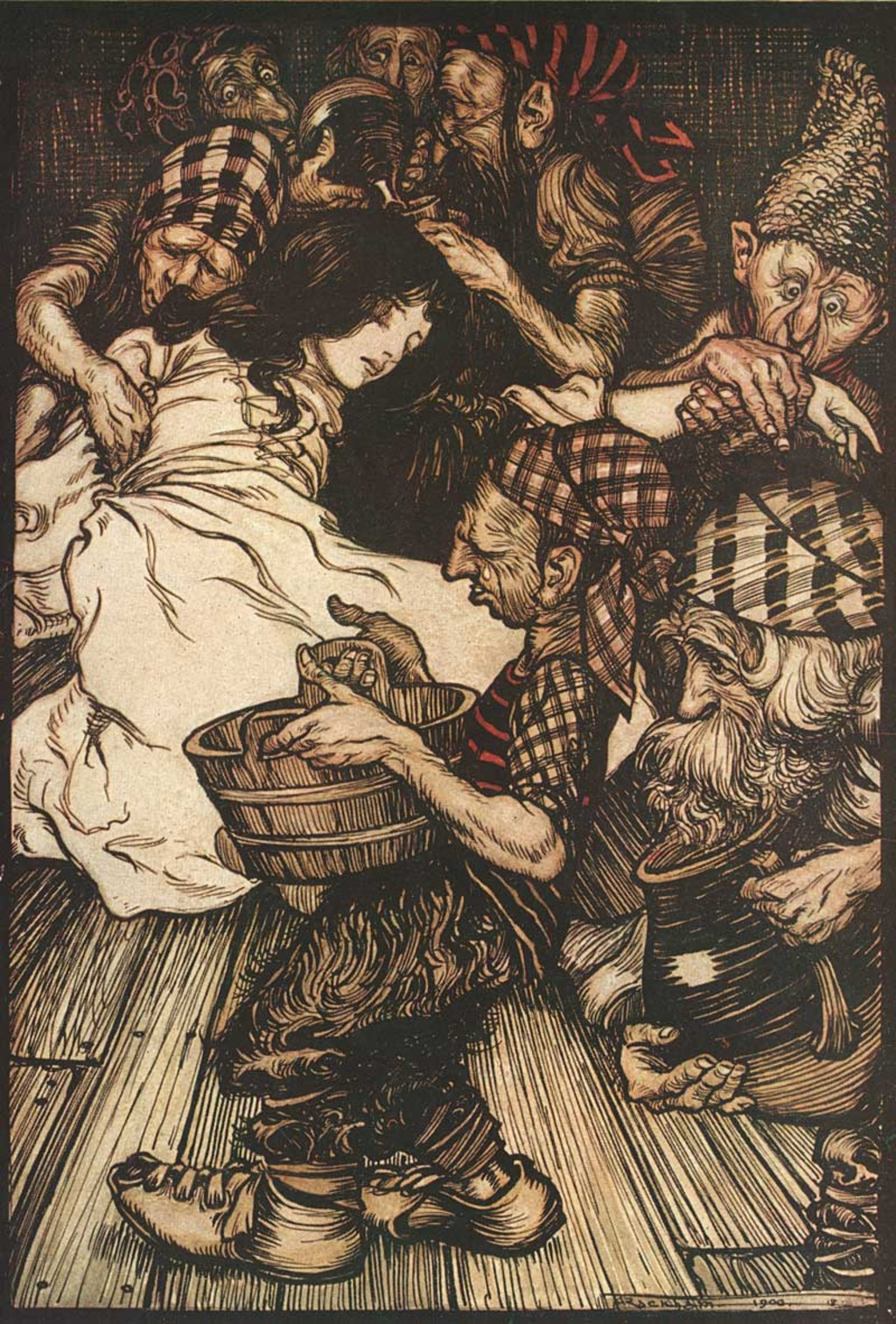
Illustration von Arthur Rackham, 1909

Zu der erotischen Ebene des Märchens Schneewittchen merkt der Erzählforscher Lutz Röhrich an, dass Schönheit in Märchen immer mit Liebe korrespondiert, was hier aber ausschließlich in pervertierter Form geschieht. In Grimms Märchen sind die Vorgänge – verglichen mit anderen Versionen – nahezu asexuell geschildert. Heinz Rölleke stellt fest, dass diese Tendenz in späteren Ausgaben noch zunimmt.
Für Rudolf Meyer ist Schneewittchen des Menschen keusche, unverwesliche Lichtnatur, die der Sinnenbegierde verfällt. H. Beckh habe die Handlung als christlichen Jahreszeitengang von Adventsstimmung bis Ostern dargestellt. Nach der analytischen Psychologie Carl Gustav Jungs repräsentiert die Stiefmutter in vielen Märchen den Archetypus des Schattens oder der nefasten Mutter, also der zerstörenden und verschlingenden Mutter. Zur soziologischen (strukturalistischen) Interpretation des Märchens siehe Die Stiefmutter in der Wissenschaft.
Theodor Seifert geht vom Bild des Winters aus, der als seelisches Tief in Flocken „wie Federn“ kleine, kaum spürbare Gefühle der Veränderung enthält. Die einsame Königin im Fensterrahmen zeigt die Begrenztheit einer Perspektive, die unterbrochen wird in der unbeabsichtigten Dynamik des Stichs in den Finger, den Gegensatz von Blut in Schnee. Ein Kind kann immer als neues Prinzip aufgefasst werden, das mit dem Alten in Konflikt steht. Dem Namen Schneewittchen nach soll es nur rein und unschuldig sein, das Rot und Schwarz also verleugnend. (In der neuen Königin, die sich narzisstisch spiegelt, wird der alte Zustand wieder hergestellt.) So wie Jäger mit Tieren kommunizieren, vermittelt er hier zwischen Königin und unverstandenem, daher einem Tier gleichgesetzten Kind. Persönliche Veränderung gelingt in mühsamer Kleinarbeit, im Gegensatz zum Glanz bei Hof lebt Schneewittchen jetzt im Verborgenen. Der Apfel, dessen Rot und Weiß farblich die Eingangsszene wiederholt, kann eine Beziehung darstellen, in der Eitelkeit das Leben vergiftet. Nach Eugen Drewermann ist das Ausspucken des Apfels die endgültige Befreiung der unreifen Fixierung von der oralen Stufe. Die Unzugänglichkeit, aber Klarsichtigkeit des Glassarges, als Bild auf Eis gelegter Entwicklung oder Beziehung in narzisstischer Zurschaustellung eigenen Leids, ruft doch nach Erlösung. Der Prinz gleicht dem Ich, das die gestörte Beziehung zum Unbewussten wiederbelebt. Die Königin repräsentiert nicht gelebte Individuation wider bessere Ahnung, weshalb zum Schluss nur Angst bleibt. Ihre Kühle trifft auf glühende Hitze, womit die Grausamkeit fortbesteht. Homöopathen verglichen Teile des Märchens mit Silica, Cuprum, Agaricus bzw. Lachesis. Ein Psychiater versteht es im Zusammenhang mit gefährlichem Schlafmittelgebrauch. Wilhelm Salber analysiert das Sich-Spiegeln im Märchen im Sinne seiner psychologischen Morphologie als Symbol notwendiger Brechungen menschlichen Handelns. Für Regina Kämmerer sind die glühenden Eisenschuhe der Königin das Echo ihres glühenden Hasses mit eisernem Willen, „… und wenn es mein eigenes Leben kostet“ – die absolute Gerechtigkeit des Märchens. Der Psychotherapeut Jobst Finke erwähnt das Märchenmotiv des Todesschlafs als mögliche Metapher für die Einengungen in schwerer Depression. Die sieben Zwerge, die abends von der Arbeit kommen und denen sie den Haushalt führt, könnten das Väterliche sein, zu dem die Tochter flieht, oder aber die fürsorgliche Seite der neidischen Mutter. Ein solches Mädchen könnte magersüchtig werden, um nicht mit der Mutter als Frau zu rivalisieren. Eugen Drewermann zeigt die drei begleitenden Tiere beim Schneewittchen mit den drei Eigenschaften auf, die eine Weisheit jenseits der menschlichen Grenzen vermitteln sollen – die Eule steht für die Weisheit, der Rabe für die Vorsicht und die Taube für die Güte.

## Genese der Grimmschen Fassung

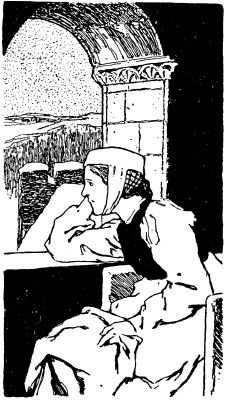
Illustration von Otto Ubbelohde, 1906–1909

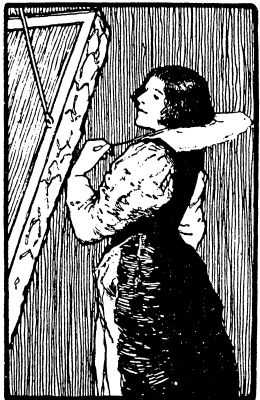
Illustration von Otto Ubbelohde, 1906–1909

Der Stoff des Märchens Schneewittchen und die sieben Zwerge ist geprägt von der Plastizität, die sich aus einer langen multikulturellen, sowohl mündlichen als auch schriftlichen Erzähltradition bilden kann.
Als die Brüder Grimm 1812 ihre erste Fassung publizierten, lag in Buchform allein eine mehr sagen- als märchenhafte Fassung unter dem Titel Richilde vor, die Johann Karl August Musäus 1782 im 1. Band seiner Volksmärchen publiziert hatte.

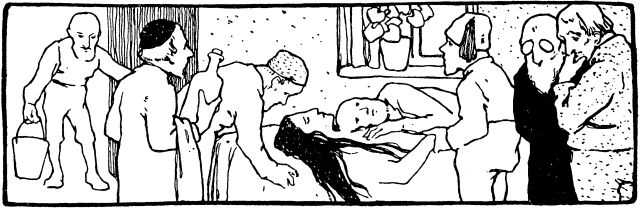
Illustration von Otto Ubbelohde, 1906–1909

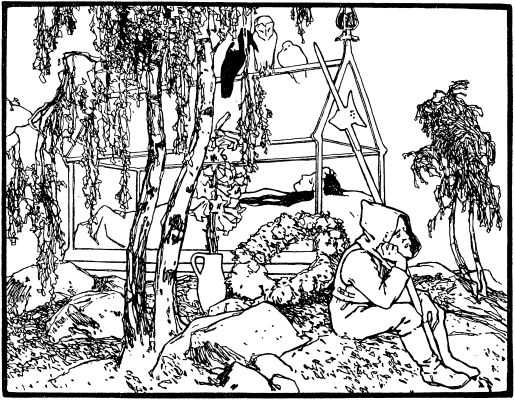
Illustration von Otto Ubbelohde

Die Brüder Grimm haben mehrere Versionen des Märchens zusammengesucht, den Wortlaut verbunden und ihn teilweise verkürzt. In der ersten Ausgabe von 1812 ist die Königin die leibliche Mutter. Schneewittchen erwacht, als ihr ein Diener des Prinzen einen Schlag in den Rücken versetzt, aus Ärger, dass er das tote Mädchen den ganzen Tag herumtragen muss. Darüber hinaus gibt es viele kleinere Unterschiede wie die ausdrücklich erwähnten roten Backen des Mädchens oder das gemeinsame Mahl mit dem Prinzen.
In zwei nicht veröffentlichten Versionen lässt die Königin das Kind auf einer Kutschfahrt im Wald aussteigen, um sich Rosen pflücken zu lassen oder um ihren Handschuh aufzuheben, und fährt dann weg (ähnlich wie in Hänsel und Gretel). In der einen Version ist es der Vater, der sich das Mägdlein wünscht, als sie an drei Schneehaufen, drei Gruben voll Blut und drei Raben vorbeifahren. Als Herkunft der Grimmschen Fassungen werden Marie Hassenpflug, ferner Einflüsse von Ferdinand Siebert und Albert Ludewig Grimm (in Des Knaben Wunderhorn, 1809) vermutet. Die Initiation des Schneewittchen-Märchens durch die Blutstropfen der echten Mutter entspricht dem norddeutschen Märchen Vom Machandelbaum nach dem Maler Philipp Otto Runge.
Motive des Schneewittchen-Stoffes finden sich in antiken Quellen ebenso wie in den Märchen aus tausendundeiner Nacht sowie in hochmittelalterlichen Quellen wie dem Didot-Perceval, dem Perlesvaus und bei Marie de France. 
Laut Christine Shojaei Kawan gliedert sich das Märchen in zwei Teile, die jeweils mit einem Ortswechsel und einer Veränderung der Lebenssituation der Heldin enden. Ein Teil kann fehlen, oft die wunderbare Empfängnis am Anfang, oder es folgt ein dritter Teil mit weiteren Verfolgungen der Wöchnerin oder mit der Beschuldigung, sie habe Tiere geboren. Hauptthema ist Schneewittchens bewegende Schönheit. Das Märchen ist in ganz Europa, unter anderem auch im inselkeltischen Sprachraum, belegt, aber auch in Afrika, Arabien, im Kaukasus und der Türkei, vereinzelt auch bei Jakuten und Mongolen. Herleitungen aus der Antike überzeugen nicht, belegen aber die weite Verbreitung von Einzelmotiven des Märchens, wie sie auch in Shakespeares Drama Cymbeline oder Basiles Märchen La schiavottella verwendet werden. Die Totenwache bei der Geliebten begegnet bei König Harald Schönhaar, Karl dem Großen mit seiner Frau Fastrada und Marie de Frances Lai Eliduc.

## Variationen

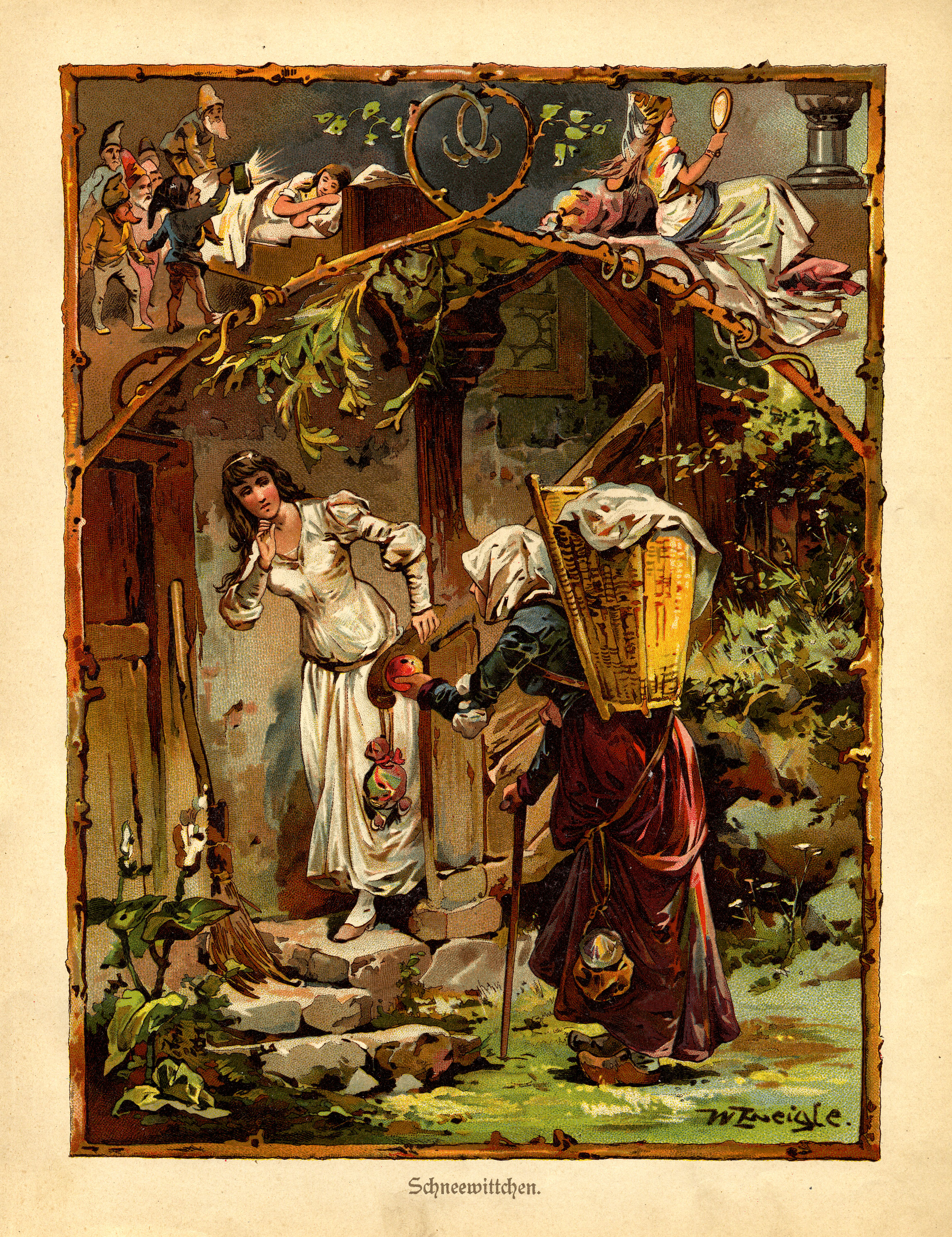
Illustration von William Creswell, 1919

Mündliche Überlieferungen sind schon früh in fast allen Völkern Europas nachweisbar. Die „sieben Zwerge“ gehören zu einer hessischen Variante. Es waren oft sieben Räuber, aber auch Drachen oder Riesen. Besonders verbreitet war das Märchen in Italien; dort fallen die Blutstropfen etwa auf Marmor oder Käse.
Das Motiv, den Mord am eigenen Kind in der Wildnis in Auftrag zu geben und zum Beweis Organe zu verlangen, woraufhin der angeheuerte Mörder stattdessen Tiere tötet, taucht auch in Tausendundeine Nacht (224. Nacht) auf. In Sonne, Mond und Thalia schlachtet der Koch ein Tier und nicht, wie von der eifersüchtigen Königin dem Koch befohlen, die beiden vom König gezeugten Zwillinge einer Nebenbuhlerin.
Dichterisch und motivisch sind einige Erzählvarianten von Schneewittchen bemerkenswert:
das griechische Märchen Myrsina in der Sammlung von Georgios A. Megas, das italienische Märchen Bella Venezia, herausgegeben von Italo Calvino, das schottische Märchen Goldbaum und Silberbaum, erzählt von Joseph Jacobs, das armenische Märchen Nourie Hadig, gesammelt von Susie Hoogasian-Villa, das russische Zaubermärchen Das Zauberspiegelchen aus der Sammlung von Alexander Afanassjew und das italienische Märchen Die Küchenmagd von Giambattista Basile. In eigentümlicher Ambivalenz zwischen Schneewittchenmotiven einerseits und Märchenmotiven aus Die sieben Raben und Andersens Kunstmärchen Die zwölf Schwäne andererseits bewegt sich ein norwegisches Märchen: Die zwölf wilden Enten in der Märchensammlung von Peter Christen Asbjørnsen und Jørgen Moe. Vgl. in Giambattista Basiles Pentameron II,8 Die kleine Sklavin, IV,9 Der Rabe, V,9 Die drei Zitronen. Auch in Ulrich Jahns Volksmärchen aus Pommern und Rügen, Nr. 8 Die drei Raben sind die Kinder „rot wie Blut und weiss wie Schnee“ (ähnlich der Sohn in Wolfs Das weiße Hemd, das schwere Schwert und der goldene Ring). Schon vor den Brüdern Grimm veröffentlichte Albert Ludwig Grimm in seinem Werk Kindermährchen (Heidelberg 1809) eine Schneewittchen-Version, in der die Zwerge auf dem Glasberg wohnen.
Weitere Variationen:
- Samuel Czambel: Schneewittchen und die zwölf Bergknappen (Slowakei), mit zwölf Bergknappen, statt der sieben Zwerge.[40]
- Luigia Carloni-Groppi: Die Geschichte der zwölf Räuber (Schweiz), mit zwölf Räubern, statt der sieben Zwerge. Die Version wurde 1911 in Rovio erzählt.[41]
- Johannes Mitsotakis: Rodia (Griechenland), befragt wird die Sonne, die zwei Schwestern antwortet, dass ihre dritte Schwester Rodia schöner sei, woraufhin sie im Wald ausgesetzt wird und bei der Königin der Nacht unterkommt.[42]
- Adolphe Orain: Des Königs Vogel (Frankreich), das Mädchen wird hier in einen Brunnen gestürzt, wo es bei einer Fee und ihrem Mann unterkommt. Zu Besuch bei ihrer Mutter, sticht ihm diese eine Nadel in den Kopf, woraufhin es sich in einen Vogel verwandelt. Der König entfernt die Nadel später wieder und erhält seine Gattin zurück.[43]
- Nikolai Rainow: Der verwunschene Vogel (Bulgarien), befragt wird die Sonne, die zwei Schwestern antwortet, dass ihre jüngste Schwester schöner sei, woraufhin sie im Wald ausgesetzt wird und vom Zarensohn gefunden sowie geheiratet wird. Ihre Schwestern stechen ihr dann eine Nadel ins Ohr, sodass sie sich in einen Vogel verwandelt. Ihr Gemahl entfernt diese später wieder.[44]
- Adeline Rittershaus: Schneewittchen (Island), drei Varianten mit zwei Zwergen oder Finnen.[45]
- Christian Schneller: Die drei Schwestern (Italien), zwei Schwestern lassen ihre jüngste Schwester im Wald aussetzen, da ein Prinz nur Augen für diese hat. Das Mädchen lebt dort bei einem Greis, bekommt dann aber von der Magd ihrer Schwestern eine Nadel in den Kopf gestochen, die erst die Mutter des Prinzen, der das Mädchen gefunden hatte, wieder entfernt.[46]

## Rezeption

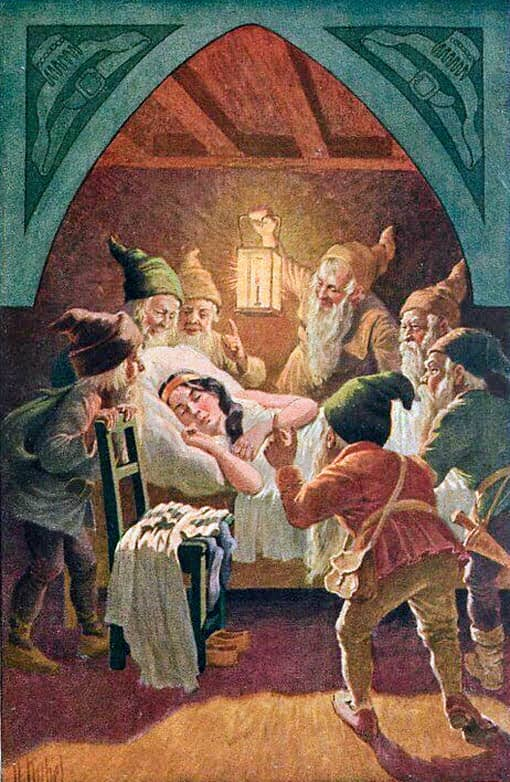
Illustration von Otto Kubel, um 1930

Albert Ludwig Grimm schrieb eine Dramatisierung (1809). Ludwig Aurbacher publizierte eine in ein anderes Märchen eingeschachtelte Kurzform.

### Puschkin
Alexander Sergejewitsch Puschkins Versfassung Märchen von der toten Zarentochter und den sieben Recken (1833) soll zum Teil von Grimm abhängig sein. Es bezieht sich in den Motiven jedoch auf die polnische Schneewittchenvariante, gesammelt von A.J. Gliński in Baśni powiesci i gawędy ludowe 1–4, Wilna 1862 Nr. 7 Bd. 1: Von dem redenden Spieglein und der in Schlaf versenkten Prinzessin (O zwierciadełku gadającem i o uśpionej królewnie). Diese Version erzählt im Grunde das gesamte Märchen, jedoch mit zahlreichen Unterschieden zur Grimmschen Version:
- Schneewittchen wird nicht als solches bezeichnet, sondern ist eine namenlose Prinzessin
- Statt zu sieben Zwergen flüchtet sie zu sieben Rittern. Dort fehlen die Episoden mit dem geschnürten Mieder und dem vergifteten Kamm. Die Ritter gehen auf die Jagd statt in ein Bergwerk und würden das Mädchen gerne selbst ehelichen, geben sich aber mit ihrer Freundschaft zufrieden
- Im Wald soll das Mädchen statt von einem Jäger von einer Kammerfrau getötet werden; der Mordanschlag im Haus der Ritter wird von ihr im Auftrag der Königin als Wiedergutmachung für ihren Betrug beim ersten Mordauftrag verübt
- Die Heldin ist mit dem Prinzen, der sie am Ende rettet, bereits aus der Zeit im Königsschloss verlobt
- Die böse Königin stirbt vor Gram, schon wieder nicht die Schönste zu sein[49]

### Ernst Ludwig Rochholz
Ernst Ludwig Rochholz veröffentlichte im Jahr 1856 eine kurze Erzählung unter dem Titel Der Tod der sieben Zwerge. Darin übernachtet ein Bauernmädchen bei sieben Zwergen, die sich streiten, wer es zu sich ins Bett nehmen darf. Als noch eine Bauersfrau hereinwill, schickt das Mädchen sie weg. Die Bäuerin schimpft und kommt mit zwei Männern zurück, die die Zwerge erschlagen.

### Walser und Holliger
Robert Walser verfasste 1899, erst 21 Jahre alt, das Dramolett Schneewittchen, das 1901 in der Zeitschrift Die Insel veröffentlicht wurde. Darin setzen sich Schneewittchen, die Königin und der Prinz nach Schneewittchens Errettung aus dem Sarg mit der Märchenerzählung auseinander und sehen die Geschehnisse und ihre Rolle dabei nun völlig anders. Der streitbare portugiesische Regisseur João César Monteiro verfilmte Walsers Schneewittchen 2000 als Branca de Neve und sorgte damit in der portugiesischen Filmlandschaft für einen Eklat.
Heinz Holliger benutzte Walsers Text 1997/98 mit nur geringfügigen Anpassungen als Libretto für seine Oper Schneewittchen.

### Babbitt, Lefler, Nielsen, Rackham und Stokes
Schneewittchen ist unerschöpfliche Inspirationsquelle der bildenden Kunst: Marianne Stokes gestaltet ca. 1880 im bildlichen Querformat die Todesthematik: Schneewittchen im weißen Glassarg. Sie nimmt in ihrem Bild formal Bezug auf die Märchenfarben Schwarz, Weiß und Rot. Im Wiener Jugendstil um 1900 entwickelt Heinrich Lefler zusammen mit Joseph Urban für die Reihe Bilderbogen für Schule und Haus eine dem Comic ähnliche Form der Märchenillustration: So kombiniert Lefler 1905 synoptisch zeichnend acht wichtige Szenen des Schneewittchen-Märchens in einem einzigen Bild mit der verbindenden Struktur einer ornamentalen Rahmung. Arthur Rackham verbildlicht 1909 die leitmotivische Märchen-Szene, in der die heimkehrenden Zwerge das bewusstlose Schneewittchen finden. Kay Nielsen taucht 1925 Schneewittchens Scheintod in eine surreale Schneewelt aus zerfließenden Formen und fahlen Farben der Mitternachtssonne. Ideelle Schlüsselbedeutung hat das Schneewittchen-Wandbild der Comic-Künstlerin Dinah Gottliebova Babbitt von 1942.

### Weitere Adaptionen
Donald Barthelmes Snow White führt sieben Fensterputzern in Manhattan den Haushalt (1967).
In Michael Kumpes Gedicht Schneewittchen von 1975 hat es keine Lust, dem Prinzen wie den Zwergen den Haushalt zu machen (Sie sprach: „… Das ist mir über. Ich gehe jetzt, mein Lieber …“), und wartet auf moderne Leute.
Iring Fetscher deutet Schneewittchen 1972 in seinem satirischen Märchen-Verwirrbuch mit ironisch-sexualpsychologischem Bezug auf eine Inzest-Problematik als marxistisch orientierte Klassenkämpferin, die sich nicht Zwergen, sondern einem bärtigen Partisanenkollektiv angeschlossen hat. Der Spiegel wird zur königlichen Geheimpolizei und nach der erfolgreichen Erstürmung des Schlosses trägt Schneewittchen später noch viel zur Emanzipation der Frauen bei.
Das kleinere Übel, eine Kurzgeschichte aus dem Buch Der letzte Wunsch und Teil der Geralt-Saga des polnischen Autors Andrzej Sapkowski, stellt eine grimmige Persiflage des Schneewittchen-Stoffes dar.
In Striebers Roman Cat Magic ersteht die Schöne wie Schneewittchen aus dem Sarg.
In Emma Donoghues Tale of the Apple versöhnen sich die Frauen, der Apfel war nur sauer.
Johann-Friedrich Konrad lässt die tote Stiefmutter anderen Hexen erzählen, wie das verwöhnte Kind sie vor dem Vater und im Knabenhort hinter dem Siebengebirge als Mörderin hinstellte.
Irmgard Stepphuhns Gedicht lässt Schneewittchen im Glassarg erstarren.
Katja Viehmann fingiert einen Brief des Sanatoriumsleiters an die Stiefmutter, der jeden Handlungszug als Teil von Schneewittchens wahnhafter Störung darstellt, es liege oft in fremden Betten, was kleinwüchsige Pfleger als persönliche Zuwendung auslegen könnten, deshalb habe es jetzt ein Glaszimmer, wo es sich tot stelle – ein Thronfolgekonflikt wird angedeutet.
Julia Veihelmann und Werner Heiduczek schrieben Parodien. Ein Manga erschien 2009 von Kei Ishiyama in Grimms Manga (Band 2), auch in Kaori Yukis Ludwig Revolution von 1999 kommt Schneewittchen vor (Band 1). In Karen Duves Zwergenidyll erzählt der Zwerg, wie er von der Schicht krank machte, um Schneewittchen beim Putzen zu vergewaltigen. Es wird dann vom Prinzen zum Stallknecht durchgereicht, und wenn es wieder eine Bleibe braucht, weiß es jetzt, was man von ihm erwartet. Marissa Meyer erzählt das Märchen neu (Winter, 2015). In Alethea Kontis’ The Unicorn Hunter begegnet Schneewittchen im Wald einem Dämon.
Äußerungen der Brüder Grimm lassen schließen, dass Schneewittchen schon zu ihrer Zeit eines der bekanntesten Märchen war. Besonders der Spiegelvers der Königin wird gern zitiert. So singen Tic Tac Toe im Lied Ich find’ dich scheiße (1995) über einen Selbstverliebten: „Spieglein, Spieglein an der Wand – wer ist die schönste, klügste, beste hier im ganzen Land?“ Auch in Eudory Weltys The Robber Bridegroom muss die Stiefmutter sich zu Tode tanzen. In Juli Zehs Roman Spieltrieb (2004) wird die entfremdete, fast erfrorene Frau mit Schneewittchen verglichen. In Krystyna Kuhns Krimi Schneewittchenfalle will die Täterin das Kind im Vergessen halten und mit Schlaftabletten töten. In Nele Neuhaus’ Krimi Schneewittchen muss sterben heißt das junge Mordopfer so, als Mumie im Keller aufgebahrt. In Haruki Murakamis Roman Die Pilgerjahre des farblosen Herrn Tazaki ist ein Mädchen im Verfolgungswahn wie Schneewittchen, das andere in die Rolle der sieben Zwerge bringt. Auch Crystal Smiths Bloodleaf wiederholt das Bild der Blutstropfen im Schnee, eine mythische Persönlichkeit soll in einem Glassarg liegen. Jürgen Seibold schrieb Schneewittchen und die sieben Särge (2020). Von C. J. Tudor ist ein Thriller Schneewittchen schläft (2021), von Ulrike Zeidler Schneewittchen erwacht (2023), von Peter Eckmann Schneewittchen (2023). In Hannah Whittens Fantasy-Roman For the Wolf liegt die Königin zuletzt im Glassarg. In Stefanie Lasthaus’ Schneewittchens dunkler Kuss will die schöne Snow Menschenblut, die Stiefmutter besiegt sie mit einem Apfel. Auch Kalynn Bayron nutzt das Bild von Blut im Schnee, zuletzt liegt der Geliebte im Glassarg.

### Spielzeug
In der Welt des Spielzeugs und des Designs für Kinder gibt es vielfältige Schneewittchenrezeptionen: Auf große Resonanz sind gestoßen: Die Schneewittchengruppe von Playmobil, Die Schneewittchen-Barbie im gelb-blauen Disney-Kostüm und langen schwarzen Haaren, die handgeschnitzte Holzfigurengruppe Schneewittchen und die sieben Zwerge mit den weichgeschnitzten Kurven von den Ostheimer Figuren und auch die Fingerpuppen zu Schneewittchen und die sieben Zwerge von Käthe Kruse. Überaus beliebt ist außerdem das detailfreudige Schneewittchenhäuschen im Märchenwald in Altenberg.

### Skurriles
Das Nachkriegsautomobil Messerschmitt Kabinenroller mit seiner zur Seite abklappbaren Plexiglaskuppel, der Radio-Plattenspieler Braun SK 5 und das in den 1970er Jahren gebaute Automodell Volvo P1800 ES wurden wegen ihres Aussehens Schneewittchensarg genannt. Snøhvit oder Schneewittchen ist auch der Name eines Erdgasfeldes in der Barentssee.

### Namen
Im Rosarium in Uetersen wurde 1958 eine Rose aus dem Unternehmen W. Kordes’ Söhne nach Schneewittchen benannt: Die Rose ‚Schneewittchen‘ ist weiß und hat in einigen Erscheinungsformen am Blütenblattrand oder im Blütenkern rosarote Einfärbung.

## Orte mit Schneewittchen-Bezug
Zahlreiche Ortschaften und Regionen in Deutschland reklamieren einen historischen Bezug zum Ursprung des Märchens für sich und versuchen, ihn touristisch zu nutzen. „Schneewittchenort“ werden mehr oder weniger überzeugend Alfeld (Leine), Bergfreiheit (Bad Wildungen), Langenbach (Weilmünster), Gieselwerder oder Lohr am Main genannt.
Im Märchen selbst gibt es keinerlei Bezug zu einer Zeit, zu Personen und zu Orten, und sämtliche Versuche der Verortung werden von der wissenschaftlichen Forschung unter Verweis auf die frühe Verbreitung des Märchens und den Charakter aller Märchen als Kombinationen aus überlieferten Motiven weitgehend abgelehnt. 
Das Märchen (mittelhochdeutsch „maere“ bedeutet Kunde, Bericht, Erzählung) ist eine Prosaerzählung, die wunderbare und oft grausame Begebenheiten zum Gegenstand hat. Märchen sind im Unterschied zu Sagen und Legenden, die sich um einen wahren historischen Kern oder historische Personen gebildet haben, frei erfunden.

### Alfeld an der Leine
Vermutet wird die inhaltliche Herkunft des Märchens im südlichen Niedersachsen in den Sieben Bergen, einem Höhenzug im Leinebergland, in dem die Grimms gewandert seien, um sich Märchen erzählen zu lassen. Greift man den Höhenzug als geografischen Hinweis auf, so findet man nordwestlich von ihm den Bergwerksort Osterwald (Salzhemmendorf), den möglichen Arbeitsplatz der ‚sieben Zwerge‘. Dort wurde seit dem 16. Jahrhundert ein Steinkohlenbergwerk (Hüttenstollen Osterwald) betrieben. Glasproduktion, die den Bau eines Glassarges ermöglicht hätte, gab es in der Nähe durch das Lauensteiner Glas. Verlängert man die Linie von Osterwald über die Sieben Berge bei Alfeld (Leine), so kommt man zur Ruine der Stauffenburg (Harz), in der die ‚böse Stiefmutter‘ gewohnt habe. 2002 haben Bürger von Alfeld an der Leine (Aller), das unmittelbar südwestlich der Sieben Berge liegt, in diesen einen Schneewittchenpfad ausgewiesen.
Die Brüder Grimm wanderten allerdings nachweislich niemals in dieser Gegend umher, um Märchen zu sammeln. Das einzige Märchen aus der Alfelder Gegend, das tatsächlich Eingang in die Kinder- und Hausmärchen der Brüder Grimm gefunden hat, ist Das Waldhaus, das Karl Goedeke in Delligsen aufzeichnete.

### Bergfreiheit (Bad Wildungen)

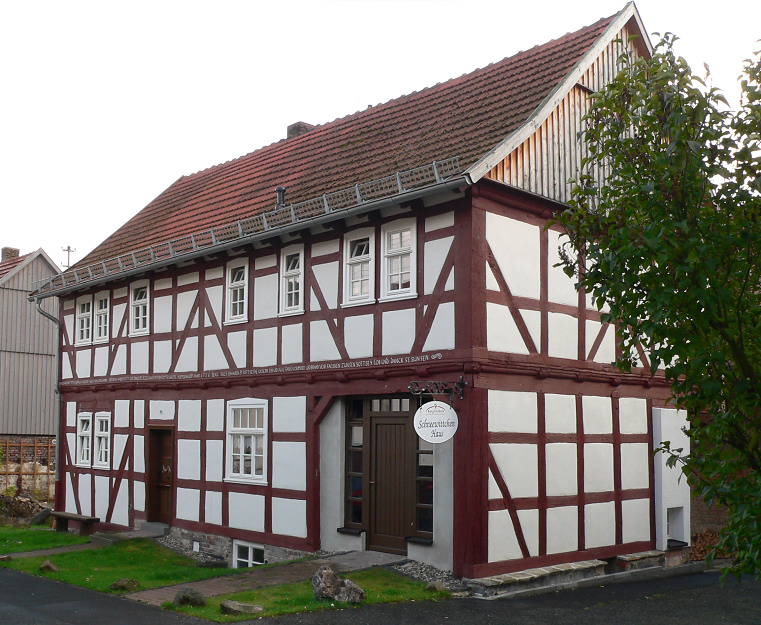
Das 1736 erbaute und als „Schneewittchenhaus“ deklarierte Fachwerkhaus in Bergfreiheit (Bad Wildungen)

Ein möglicher hessischer Ursprung des Märchens wird mit dem starken Einfluss der Kassler Märchenerzählerin Marie Hassenpflug auf die Brüder Grimm begründet, die allerdings aus Südhessen stammte und mütterlicherseits hugenottische Wurzeln hatte. 
Der hessische Heimatforscher Eckhard Sander sieht als Grundlage für den Märchenstoff über die junge Prinzessin das Schicksal der Waldecker Grafentochter Margaretha von Waldeck (1533–1554). Der Wohnort der sieben Zwerge soll demzufolge im heute zu Bad Wildungen gehörenden Bergwerksdorf Bergfreiheit gewesen sein, das sich heute als Schneewittchendorf vermarktet. Dass Margaretha blond war, stört hier nicht: In einer früheren Version der Brüder Grimm von 1808 ist Schneewittchens Haar noch „gelb“ (siehe auch das Ölgemälde von Hans Makart weiter oben im Artikel). Die Zwerge werden hier mit im Bergbau arbeitenden Kindern gleichgesetzt.

### Langenbach im Taunus
Auch in dem kleinen mittelhessischen Dorf Langenbach (Weilmünster) findet man historische Anhaltspunkte zu Schneewittchen und den sieben Zwergen, die insbesondere durch lokale Begebenheiten sowie alte Flur- und Gemarkungsnamen gestützt werden. Der Ort liegt an der Hessenstraße, an der gleichen historischen Hauptverbindungsstraße wie der Studienort der Brüder Grimm Marburg. Im Ort selbst wurde früher Bergbau betrieben, im Talgrund gibt es den uralten Gemarkungsnamen „Im Zwerggrund“ mit einem eingearbeiteten ebenen Plateau am Waldrand, wo offenbar in früherer Zeit eine Hütte gestanden haben muss. In älteren Varianten des Märchens (teilweise heute noch in Österreich gebräuchlich) ist auch nicht von einem Glassarg, sondern einem Glasberg die Rede. Der Glasberg versinnbildlichte in heidnischer Zeit eine Totenstätte. Unweit des Zwerggrundes, gewissermaßen einen Steinwurf entfernt, liegt noch heute dieser Glasberg.

### Gieselwerder
Gieselwerders Bezug zu Schneewittchen beschränkt sich darauf, dass der Ort an der Deutschen Märchenstraße liegt, von sieben Bergspitzen eingerahmt ist (wenn man „genau nachzählt“) und es dort an der Schnittstelle von Weserbergland und Solling schon seit alten Zeiten Bergbau gab.

### Lohr am Main
1985 bemerkten der Apotheker und Pharmaziehistoriker Karl Heinz Bartels und seine beiden Stammtischfreunde im Weinhaus Mehling, der Museumsleiter Werner Loibl und der Schuhmachermeister Helmuth Walch, dass sich in dem Märchen Bezugspunkte zu ihrer Heimatstadt Lohr am Main und deren Umgebung im Spessart finden lassen. Sie gründeten daraufhin den Arbeitskreis Fabulologie in Lohr. Nach dem Vorbild von Hans Traxlers Buch „Die Wahrheit über Hänsel und Gretel“ stellte Bartels sodann die These auf, falls es ein historisches Vorbild für Schneewittchen gebe, müsse dies eine Lohrerin gewesen sein. In der Folge identifizierte er das Leben der 1725 in Lohr geborenen Maria Sophia Margaretha Catharina von Erthal als die Vorlage für Schneewittchen. 1986 veröffentlichte er den Artikel War Schneewittchen eine Lohrerin? in der Zeitschrift ‚Schönere Heimat‘ des bayerischen Landesverein für Heimatpflege e. V. 
Wenngleich es sich um offenkundige Satire handelt, der es darum geht, historischen Unsinn wissenschaftlich einzukleiden, wird das Buch vereinzelt ernst genommen und sein Wahrheitsgehalt hitzig diskutiert. Die Stadt Lohr am Main integrierte die Idee in ihr Tourismuskonzept und begann, Lohr als „Schneewittchenstadt“ zu bewerben.

## Musik

### Oper, Lied, Ballett

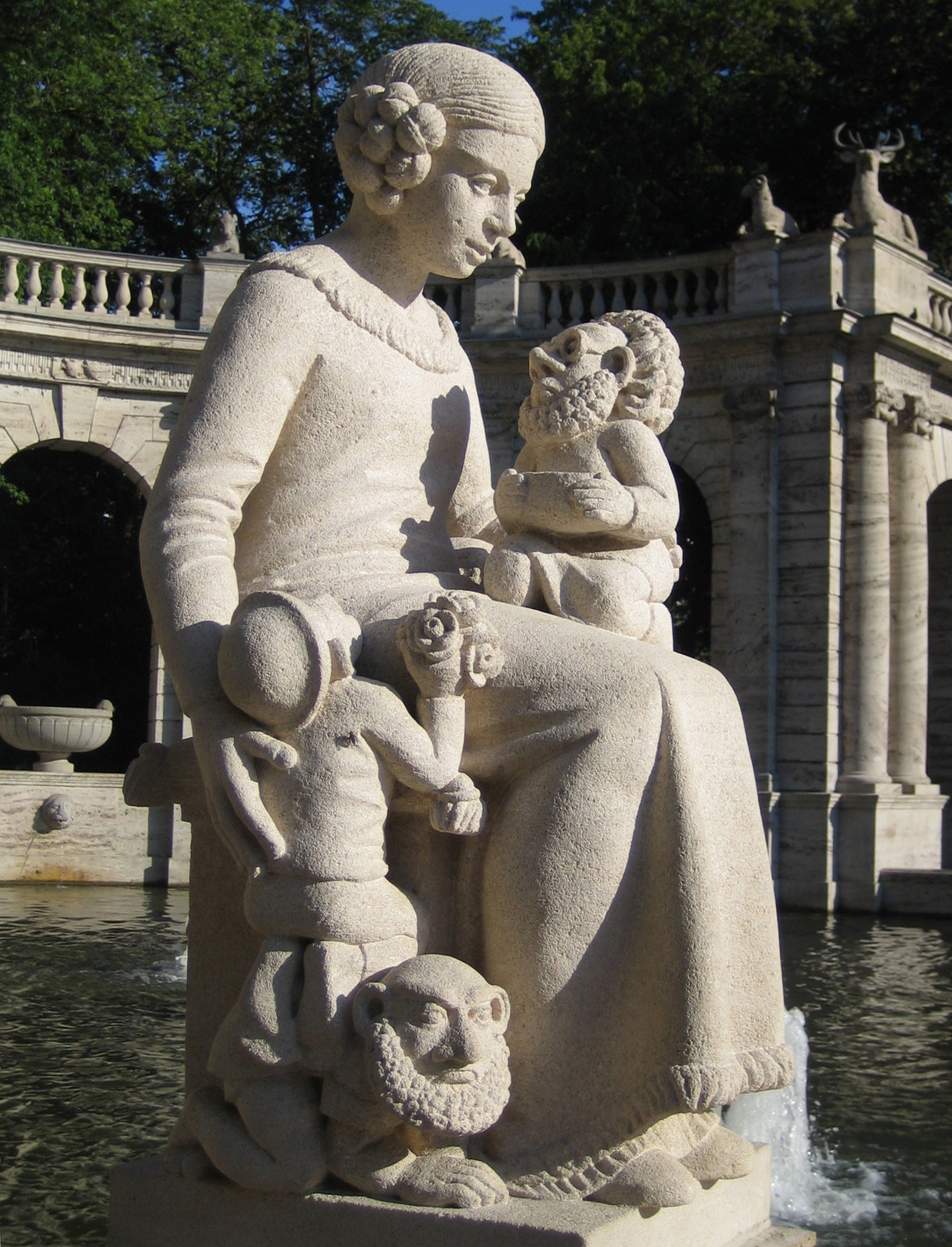
Schneewittchen-Skulptur von Ignatius Taschner am Berliner Märchenbrunnen im Volkspark Friedrichshain, 1913

- ca. 1859 Carl Reinecke Märchenkomposition Schneewittchen für dreistimmigen Frauenchor
- 1888 Engelbert Humperdinck: Schneewittchen (EHWV 9) – ein Liederspiel nach dem Libretto von Adelheid Wette
- 1908 vertont Rudolf Ewald Zingel Theodor Storms dramatisierte Schneewittchenfassung,
- ca. 1912 wird diese noch einmal von Armin Knab in Noten gesetzt, um schließlich
- ca. 1930 durch Anneliese Seifert eine weitere musikalische Form zu finden.
- 1936 Francis Poulenc (1899–1963) aus Sept Chansons für gemischten Chor a cappella (FP81 Nr. 1–7) Nr. 1: La Blanche Neige (nach dem Gedicht von Guillaume Apollinaire).
- 1998 Uraufführung der Oper Schneewittchen nach Robert Walser von Heinz Holliger in Zürich mit Juliane Banse – Sopran – Schneewittchen, Cornelia Kallisch – Alt – Königin, Steve Davislim – Tenor – Prinz, Oliver Widmer – Bariton – Jäger, Werner Gröschel – Bass – König, Orchester der Oper Zürich, musikalische Leitung Heinz Holliger.
- 2005 Ballett von Emilio Aragón: „Blancanieves“ dokumentiert in einem Mitschnitt aus dem Teatro Arriaga Bilbao mit Tamara Rojo in der Titelrolle.[90][91]
- 2008 Ballett von Angelin Preljocaj: Blanche-Neige.
- 2011 Uraufführung der Familienoper „Schneewittchen“ von Marius Felix Lange an der Kinderoper der Oper Köln, als „Blanche-Neige“ 2012 franz. Erstaufführung an der Opéra national du Rhin, 2015 Schweizer Erstaufführung durch Opéra Louise in Koproduktion mit Équilibre-Nuithonie in Fribourg
- 2014 Oper Robert Ficklscherer nach eigenem Libretto.

### Kinderlieder
Diese Lieder nach Reimen sind mündlich überliefert, von meist anonymen Verfassern und selten datierbar:
- Wisst ihr, das Schneewittchen, / das Prinzesschen klein, / möchte in den Stübchen / bei den Zwergen sein …[92]
- Schneewittchen (Singspiel) – Eine böse Königin fragt ihr Spieglein leise: / „Sag, ob ich die Schönste bin, / Spieglein wahr und weise.“[93]
- Schneewittchen (Weise und Satz Gerhard Winterthur) – Die Königin war stolz und schön. / Sie trat vor einen Spiegel hin. / Du Spieglein, Spieglein an der Wand, / wer ist die schönste Frau im Land?[94]

### Verschiedenes
1969 veröffentlichte die schwedische Sängerin Agnetha Fältskog eine Single mit dem Titel Snövit och de sju dvärgarna (dt.: Schneewittchen und die sieben Zwerge). 1980 veröffentlichte die Sängerin Gaby Rückert das Album Berührung, darin auch eine Single mit dem Titel Schneewittchen hat’s gut. 2000 nutzte Frank Nimsgern das Schneewittchen-Motiv in seinem Musical SnoWhite. 2001 veröffentlichte die deutsche Rockband Rammstein ein Musikvideo zu dem Titel Sonne mit auffallenden Schneewittchenanspielungen und ironischen Bezügen auf die Disney-Verfilmung von Snow White and the Seven Dwarfs. 2003 wurde von der deutsch-österreichischen Band Chamber auf dem Album Ghost Stories and Fairy-Tales das parodistische Lied The Truth About Snow-White veröffentlicht. 2005 komponierte Roland Zoss zu Schneewittchen die Schweizer Mundart-Märchenserie Liedermärli. 2005 veröffentlichte die deutsche Mittelalter-Rockband Feuerschwanz das Lied Schneewittchen auf ihrem Album Prima Nocte. Dabei persiflieren sie das Märchen, etwa mit Bezügen zur Nekrophilie des Prinzen, sexuellen Gefälligkeiten Schneewittchens an die Zwerge, und ihren Status als „Sexsymbol“. 2010 veröffentlichte die japanische Band Sound Horizon ihre siebente Story-CD unter dem Titel Märchen. Das vierte Lied, Garasu no Hitsugi de Nemuru Himegimi (硝子の棺で眠る姫君, zu Deutsch: „Die im gläsernen Sarg schlafende Prinzessin“), erzählt die Geschichte von Schneewittchen unter dem Thematikschwerpunkt der Todsünde Neid. Auch Faun singt Spieglein, Spieglein.

## Filme und Fernsehserien (Auswahl)
Es gibt zahlreiche Verfilmungen von Schneewittchen, darunter Märchenfilme, Zeichentrickfilme, teilweise aber auch Parodien:
- 1916: Snow White, Stummfilm, USA, Regie: James Searle Dawley[96]
- 1928: Schneewittchen, Stummfilm, Deutschland, Regie: Alf Zengerling[97]
- 1937: Snow White and the Seven Dwarfs, USA, erster abendfüllender Zeichentrickfilm der Walt Disney Studios. Die deutsche Erstaufführung dieser Version von Schneewittchen und die sieben Zwerge fand 1950 in Köln statt.[98]
- 1939: Schneewittchen und die sieben Zwerge, Deutschland, Regie: Carl Heinz Wolff
- 1955: Schneewittchen, Fernsehproduktion der Augsburger Puppenkiste, Deutschland, s/w
- 1951: Das Märchen von der toten Prinzessin und den sieben Recken, UdSSR, Zeichentrickfilm von Iwan Iwanow-Wano nach der Puschkinschen Schneewittchen-Version
- 1955: Schneewittchen und die sieben Zwerge, BR Deutschland, Regie: Erich Kobler[99]
- 1961: Schneewittchen, DDR, Regie: Gottfried Kolditz[100]
- 1961: Snow White and The Three Stooges, USA[101]
- 1962: Schneewittchen und die sieben Gaukler, BR Deutschland/Schweiz, Regie: Kurt Hoffmann[102]
- 1969: Grimms Märchen von lüsternen Pärchen / Schneewittchen … doch ein Flittchen, BR Deutschland, Regie: Rolf Thiele[103]
- 1969: Dornwittchen und Schneeröschen, BR Deutschland, Regie: Erwin Klein[104]
- 1970: Pamuk Prenses ve 7 cüceler, Türkei, Regie: Ertem Göreç mit Zeynep Değirmencioğlu[105]
- 1971: Schneewittchen, BR Deutschland, Regie: Rudolf Jugert[106]
- 1979: Herbstglocken, UdSSR, Regie: Wladimir Gorikker mit Irina Alfjorowa – aus Puschkins Sicht des Märchens[107]
- 1984: Schneewittchen und die sieben Zwerge (OT: Faerie Tale Theatre – Snow White and the seven dwarfs), USA, unter der Regie von Peter Medak mit Elizabeth McGovern als Schneewittchen und Vanessa Redgrave als böse Königin
- 1987: Gurimu Meisaku Gekijō, japanische Zeichentrickserie, Folge 10–13: Schneewittchen
- 1987: Schneewittchen, USA/Israel, Regie: Michael Berz mit Diana Rigg als böse Königin, Sarah Patterson als Schneewittchen, Nicola Stapleton als kleines Schneewittchenmädchen und Ian James Wright als Prinz[108]
- 1992: Schneewittchen und das Geheimnis der Zwerge, Deutschland/Slowakei, Regie: Ludvik Raza[109]
- 1994/95: Schneewittchen (Shirayuki-hime no Densetsu), 52-teilige TV-Serie, Japan
- 1996: Schneewittchen, Deutschland,  Regie: Andreas Geiger und mit Anne Tismer als Schneewittchen[110]
- 1997: Schneewittchen (Snow White: A Tale Of Terror), USA, Regie: Michael Cohn und mit Sam Neill als Schneewittchens Vater, Monica Keena als Schneewittchen und Sigourney Weaver als böse Königin eine Fantasy/Horror-Fassung des Stoffes, angelehnt an die Disney-Version.
- 1998: Schneewittchen und die sieben Zwerge bzw. Белоснежка и семь гномов, Russland, nach Schneewittchen von den Brüdern Grimm und Das Zauberspiegelchen von Alexander Nikolajewitsch Afanassjew mit Marina Aleksandrova als Schneewittchen[111]
- 1999: SimsalaGrimm, deutsche Zeichentrickserie, Staffel 2, Folge 8: Schneewittchen und die sieben Zwerge
- 2000: Branca de Neve, Portugal, Regie: João César Monteiro
- 2001: Schneewittchen (Snow White: The Fairest of Them All), USA/Kanada, Regie: Caroline Thompson mit Miranda Richardson als böse Königin und Kristin Kreuk als Schneewittchen.
- 2004: 7 Zwerge – Männer allein im Wald, Deutschland, mit Otto Waalkes, Nina Hagen als böse Stiefmutter und Cosma Shiva Hagen als Schneewittchen
- 2006: 7 Zwerge – Der Wald ist nicht genug, Deutschland, mit Otto Waalkes
- 2007: Schneewittchen – 7 Zipfel und ein Horst, Deutschland/Österreich, 4. Staffel der ProSieben-Serie/ORF-Serie Die Märchenstunde
- 2007: Sydney White – Campus Queen, USA
- 2007: Verwünscht, USA, Regie: Kevin Lima, mit Amy Adams und James Marsden
- 2009: Schneewittchen, Märchenfilm aus der 2. Staffel der ARD-Reihe Acht auf einen Streich, Deutschland, Regie: Thomas Freundner
- 2011: Once Upon a Time – Es war einmal …, US-amerikanische Serie rund um Snow white (Schneewittchen) und Prince Charming, in der alle bekannten Märchencharaktere durch einen Fluch der bösen Königin aus Schneewittchen in unserer Welt ohne Happy End gefangen sind. Schneewittchens und Prince Charmings Tochter und ihr Enkelsohn müssen sie befreien.
- 2012: Blancanieves, Frankreich/Spanien, Stummfilm in Schwarzweiß von Pablo Berger, der den Schneewittchenstoff im Stierkämpfermilieu von Sevilla ansiedelt
- 2012: Grimm’s Snow White, USA
- 2012: Spieglein Spieglein – Die wirklich wahre Geschichte von Schneewittchen (Mirror Mirror), USA, Regie: Tarsem Singh mit Julia Roberts als böse Königin und Lily Collins als Schneewittchen
- 2012: Snow White and the Huntsman, USA, Regie: Rupert Sanders mit Charlize Theron als böse Königin und Kristen Stewart als Schneewittchen
- 2013: Ever After High, Webserie auf Youtube bzw. Netflix-Serie über ein Internat, in dem die Kinder von Märchenfiguren zur Schule gehen.
- 2016: Sieben Zwerge & ich (Sept Nains & Moi), französische Fernsehserie um Schnee Wittchen (Leila Jolene Cenk), einer direkten Nachkommin Schneewittchens, und die Sieben Zwerge
- 2019: Schneewittchen und der Zauber der Zwerge, deutscher Fernsehfilm von Ngo The Chau
- 2019: Rotschühchen und die sieben Zwerge, Animation, 92 min., Südkorea 2019, Regie: Hong Sung-ho[112]
- 2019: Weiß wie Schnee – Wer ist die Schönste im ganzen Land?, Filmkomödie von Anne Fontaine mit Lou de Laâge in der Schneewittchenrolle und Isabelle Huppert als böse Stiefmutter.
- 2025: Schneewittchen (2025), USA, Regie: Marc Webb, mit: Rachel Zegler als Schneewittchen und Gal Gadot als böse Königin

Diverse Schauspielerinnen gaben der Schneewittchenrolle im Laufe der Jahre filmische Gestalt: Marguerite Clark (1916); Aimee Ehrlich (1916); Elsie Albert (1917); Elke Arendt (1955); Doris Weikow (1961); Zeynep Değirmencioğlu (1970); Maresa Hörbiger (1971); Irina Iwanowna Alfjorowa (1978); Elizabeth McGovern (1984); Sarah Patterson verbunden mit Nicola Stapleton als Kind (1987); Natalie Minko (1992); Anne Tismer (1996); Monica Keena verbunden mit Taryn Davis als Kind (1997); Marina Aleksandrova (1998); Kristin Kreuk (2001); Cosma Shiva Hagen (2004); Amanda Bynes (2007); Laura Berlin (2009); Ginnifer Goodwin verbunden mit Bailee Madison als Kind (2011–2018); Lily Collins (2012, Spieglein Spieglein); Kristen Stewart verbunden mit Raffey Cassidy als Kind (2012, Huntsman); Tijan Marei (2019); 2025 spielte Rachel Zegler die Hauptrolle.

### Primärliteratur
- Guillaume Apollinaire: La Blanche-Neige (Gedicht) aus der Sammlung Alcools von 1913, Paris 2008, ISBN 978-1-4375-2918-0.[113]
- Ludwig Bechstein: Schneeweißchen (1846), S. 282–293, Stuttgart 1996, ISBN 3-15-009483-6.
- Jacob Grimm, Wilhelm Grimm: Kinder- und Hausmärchen. Vollständige Ausgabe. Mit 184 Illustrationen zeitgenössischer Künstler und einem Nachwort von Heinz Rölleke. 19. Auflage. Artemis & Winkler / Patmos, Düsseldorf und Zürich 1999, ISBN 3-538-06943-3, S. 297–308.
- Ernst Kreidolf: Ein Wintermärchen, Zürich, München 1983, ISBN 3-7607-7586-1.
- Bertold Löffler: Die sieben Zwerge Schneewittchens, Frankfurt am Main 1980, ISBN 3-458-32189-6.
- Conrad Ferdinand Meyer: Schneewittchen (Gedicht) in Conrad Ferdinand Meyer: Sämtliche Werke in zwei Bänden, Bd. 2, S. 115, Stuttgart 1975.[114]
- Alexander Sergejewitsch Puschkin: Märchen von der toten Zarentochter, Berlin ca. 1950.
- Anne Ritter: Schneewittchen in der Wiege (Gedicht von ca. 1898) in Anne Ritter (1865–1921): Gedichte. Clett / Stuttgart / Berlin 1911.[115]
- Heinz Rölleke (Hrsg.): Die älteste Märchensammlung der Brüder Grimm. Synopse der handschriftlichen Urfassung von 1810 und der Erstdrucke von 1812. Fondation Martin Bodmer, Cologny-Geneve 1975, S. 244–265.
- Ruth Manning-Sanders: Das Buch von den Zwergen, Zürich 1972, ISBN 3-7976-1167-6.
- Anne Sexton: Snow-White and the seven Dwarfs in Transformations (Verwandlungen) von 1972 (Gedicht)[116]
- William Shakespeare: Cymbeline (die Gestalt der Imogen trägt Züge von Schneewittchen), Cymbeline in William Shakespeare: Gesamtwerk/Complete Edition in sechs Bänden übersetzt von Ludwig Tieck und August Wilhelm Schlegel, hrsg. von Levin Ludwig Schücking, Augsburg 1996.
- Theodor Storm (Hrsg. von Peter Goldammer): Schneewittchen in Werke in vier Bänden, Bd. 1, Berlin und Weimar 1967.
- Robert Walser: Märchenspiele – Aschenbrödel, Schneewittchen, Frankfurt am Main 1998, ISBN 3-458-19191-7.
- Blutrot, schneeweiß, rabenschwarz in Französische Feenmärchen aus einer 1718 anonym erschienenen Sammlung übersetzt von Hans Wolfgang Funke, S. 27–30, Leipzig 1988, ISBN 3-379-00325-5.

### Sekundärliteratur
- Karl Heinz Bartels: Neue Erkenntnisse über Hänsel und Gretel, Ein Beitrag zur Fabulologie des Spessarts und zum Jahr der Gebrüder Grimm. In: Main Echo-Lohrer Echo. Lohr a. Main, 13. April 1985.
- Karl Heinz Bartels: War Schneewittchen eine Lohrerin? Zur Fabulologie des Spessarts. In: Schönere Heimat, Bayerischer Landesverband für Heimatpflege e. V.. 75. Jahrgang, (München) 1986, Heft 2, S. 392–396.
- Karl Heinz Bartels: Schneewittchen. Zur Fabulologie des Spessarts. Buchhandlung von Törne, Lohr a. Main 1990, ISBN 3-9800281-4-3.
- Karl Heinz Bartels: Schneewittchen – Zur Fabulologie des Spessarts. 2., ergänzte Auflage. Geschichts- und Museumsverein Lohr a. Main, Lohr a. Main 2012, ISBN 978-3-934128-40-8.
- J. F. Grant Duff: Schneewittchen – Versuch einer psychoanalytischen Deutung. In: Wilhelm Laiblin (Hrsg.): Märchenforschung und Tiefenpsychologie. Darmstadt 1969, S. 88–99. (Zuerst erschienen in: Imago, Zeitschrift für Psychoanalytische Psychologie, ihre Grenzgebiete und Anwendungen. Band 20, 1934, S. 95–103).
- Barbara Grimm: Testament und Nachlassverzeichnis Maria Sophia Katharina Margaretha von Erthals im Stadtarchiv Bamberg. In: Beiträge zur Geschichte der Stadt Lohr und des Raumes Lohr. Ausgabe 5, 2016, S. 149–203.
- Heinz-Albert Heindrichs, Ursula Heindrichs (Hrsg.): Die Zeit im Märchen. Im Auftrag der Europäischen Märchengesellschaft. Kassel 1989, ISBN 978-3-87680-354-8.
- Mathias Jung: Schneewittchen – Der Mutter-Tochter-Konflikt. Eine tiefenpsychologische Interpretation. 2003, ISBN 978-3-89189-104-9.
- Wulf Köhn: Vorsicht Märchen! – Wie Schneewittchen nach Alfeld kam. 2002, ISBN 978-3-935928-03-8.
- Bernhard Lauer: Wem gehört „Sneewittchen“? Ein Beitrag zur Verortung von Märchenstoffen und zur Herausbildung von Stereotypen. In: Zwischen Identität und Image. Die Popularität der Brüder Grimm und ihrer Märchen in Hessen (= Hessische Blätter für Volk- und Kulturforschung. Neue Folge, Band 44–45). Jonas-Verlag, Marburg 2009, S. 390–425.
- Werner Loibl: Der Vater der fürstbischöflichen Erthals - Philipp Christoph von und zu Erthal (1689-1748). [Und der Vater von Maria Sophia Katharina Margaretha von Erthal]. Aschaffenburg 2016, ISBN 978-3-87965-126-9.
- Theodor Ruf: Schneewittchen wie es wirklich wa(h)r: Die Schöne aus dem Glassarg. Schneewittchens wirkliches und märchenhaftes Leben. Königshausen & Neumann, Würzburg 1995.
- Eckhard Sander: Schneewittchen, Märchen oder Wahrheit, ein lokaler Bezug zum Kellerwald. Wartberg Verlag, Gudensberg-Gleichen 1994, ISBN 3-86134-163-8.
- Wolfdietrich Siegmund: Antiker Mythos in unseren Märchen. Im Auftrag der Europäischen Märchengesellschaft. Kassel 1984, ISBN 978-3-87680-335-7.
- Wolfgang Vorwerk: Das „Lohrer Schneewittchen“. Zur Fabulologie eines Märchens. PDF von März 2016. 13 Seiten.Das 'Lohrer Schneewittchen': Zur Fabulologie eines Märchens
- Klaus Weyer: Es war einmal ... KEIN Schneewittchen aus Lohr am Main. In: Märchenspiegel. Jahrgang 34, 2023, Heft 1, S. 48–56.